# Martelé

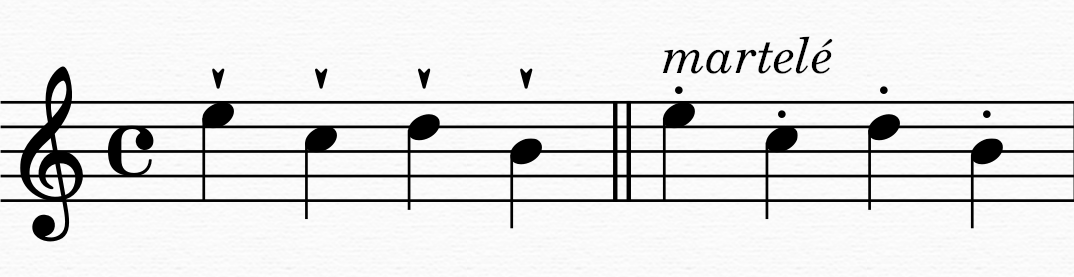
Twee manieren waarop de martelé-boogslag gewoonlijk wordt genoteerd.

Martelé (letterlijke betekenis: "gehamerd") is een percussieve streektechnniek die wordt gebruikt bij het bespelen van strijkinstrumenten. De Italiaanse martellando en martellato worden ook toegepast op piano- en zangtechniek, en (door Franz Liszt) op het orgel. Het effect wordt meestal geproduceerd door de strijkstok met druk tegen de snaar te houden en deze vervolgens explosief los te laten om een scherpe, bijtende aanzet te produceren met een rust tussen de slagen. 

## Geschiedenis
Bogen gemaakt in de 18e eeuw en eerder waren, vanwege het ontbreken van een ferrule, niet in staat de druk te weerstaan die nodig was om de marteléslag uit te voeren. Pas toen François Tourte tussen 1785 en 1790 wijzigingen aanbracht aan de strijkboog, waaronder de toevoeging van een ferrule, werd de boog geschikt om dat soort druk te ondersteunen.
Typisch wordt martelé genoteerd met driehoekige wigvormige accenten, maar door de geschiedenis heen zijn ze genoteerd met combinaties van staccato-markeringen en accenten. Ze kunnen ook geïmpliceerd worden door aanduidingen van sforzando-markeringen.

## Techniek
Martelé is een vorm van détaché, een term voor elke boogslag die losstaat van de aangrenzende slagen. Om de marteléslag op een snaarinstrument uit te voeren, begint de speler met het gebruiken van zijn wijsvinger om druk uit te oefenen op de snaar. Vervolgens wordt de druk opgeheven en beweegt de pols om een korte détaché-slag uit te voeren voordat hij op de snaar stopt. Er wordt een pauze ingelast voordat wordt overgegaan tot de volgende slag.
Vanwege de pauze en de noodzaak van voorbereiding tussen de slagen, kan martelé niet worden uitgevoerd op passages met uitzonderlijke snelheid.